# 蒙克达尔市镇
蒙克达尔市镇是瑞典西部西约塔兰省的一个市镇。其治所位于蒙克达尔。